# Lecteria duchaillui
Lecteria duchaillui är en tvåvingeart som beskrevs av Alexander 1923. Lecteria duchaillui ingår i släktet Lecteria och familjen småharkrankar.
Artens utbredningsområde är Gabon. Inga underarter finns listade i Catalogue of Life.